# Château Olivier

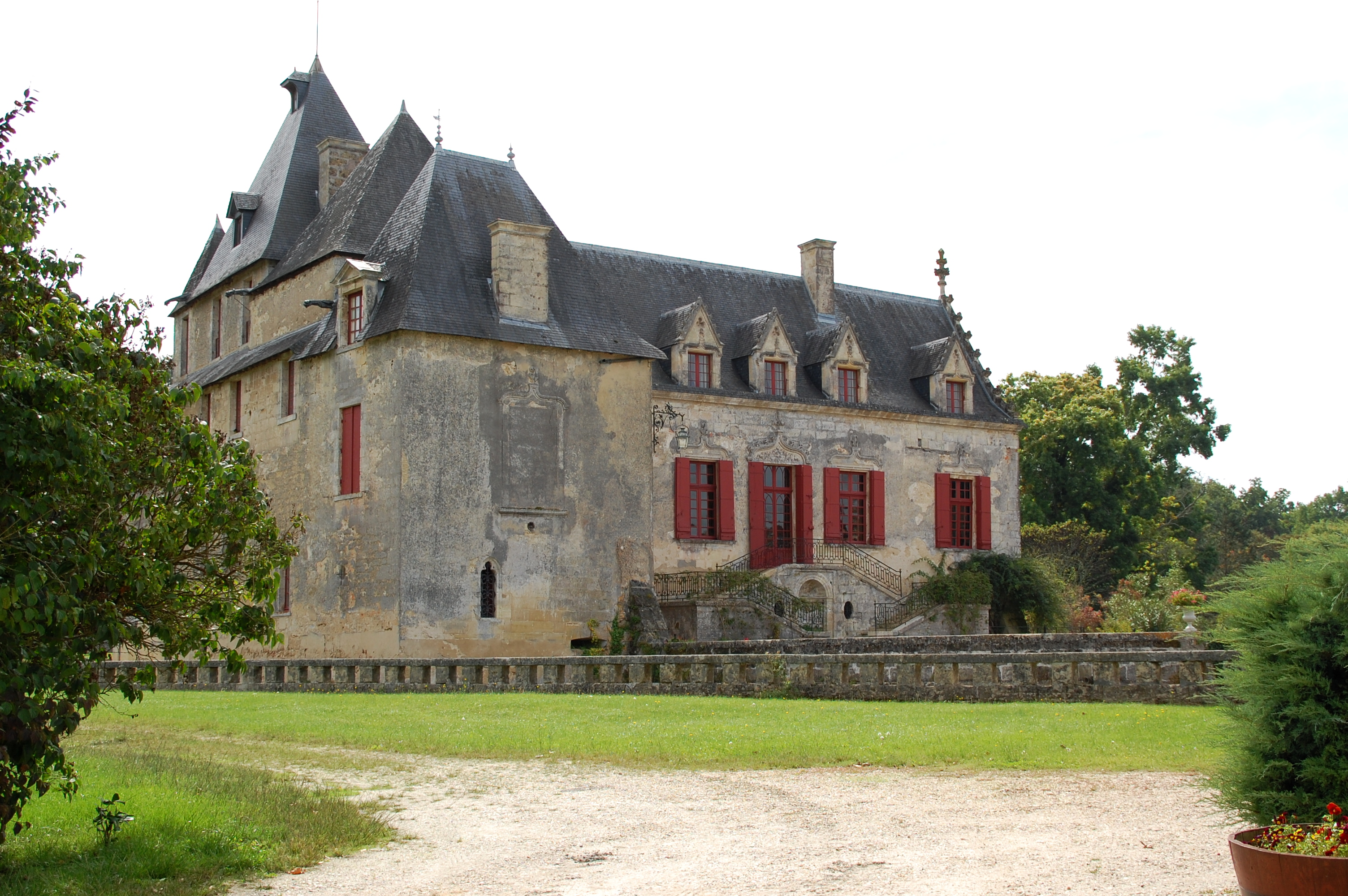
Fotografía del Château Olivier de la base de datos del patrimonio histórico del Ministerio francés de Cultura, con la referencia PA00083590.

Château Olivier es una finca productora de vino en la región vinícola de Burdeos en Francia y, dentro de ella, en la AOC Pessac-Léognan de Graves. Fue clasificada entre los primeros crus de vino tinto y blanco seco en la Clasificación del vino de Graves de 1953 y 1959. La bodega y los viñedos se encuentran al sur de la ciudad de Burdeos, en la comuna de Léognan. 
Además de su tinto y su blanco seco Grand vin la finca también produce el segundo vino La Seigneurie d'Olivier du Chateau Olivier.